# Lijst van voetbalclubs aangesloten bij de Leidsche Voetbalbond
Dit is een lijst van voetbalclubs die aangesloten en/of actief zijn geweest bij de Leidsche Voetbalbond (LVB).
Vanaf 1940 waren clubs uit de regio van de Leidsche Voetbalbond automatisch lid van de Leidsche Voetbalbond zodra zij zich hadden ingeschreven bij de KNVB.

## Legenda
(1) achter de clubnaam - Zijn meerdere clubs met dezelfde naam geweest, echter zijn verschillende clubs.
   bij Lid sinds - Club is heropgericht of heringeschreven, echter de datum hiervan is onbekend.
   bij Lid tot - Club is uitgeschreven of opgeheven voor 1996, datum hiervan is echter onbekend.
—  bij Lid tot - Club is tot einde van de bond (1996) actief gebleven.
| Club                         | Plaats                 | Lid sinds                | Lid tot         | Bijzonderheden |
| ---------------------------- | ---------------------- | ------------------------ | --------------- | --- |
| LC&FC Ajax                   | Leiden                 | 1903                     | oktober 1918    | Was tot 1903 aangesloten bij de Haagsche Voetbalbond, in 1918 opgegaan in ASC                                          |
| AVV Alphen                   | Alphen aan den Rijn    | 1929                     | —               | Was tot 1929 aangesloten bij de Goudsche Voetbalbond                                                                   |
| VV Alphia                    | Alphen aan den Rijn    | 1929                     | —               | Was tot 1929 aangesloten bij de Goudsche Voetbalbond                                                                   |
| AOV                          | Leiden                 | september 1940           | 1942            | Was tot 1940 aangesloten bij de NASB                                                                                   |
| SV ARC                       | Alphen aan den Rijn    | augustus 1928            | —               | |
| ASC                          | Leiden                 | oktober 1918             | —               | |
| AZL                          | Leiden                 | september 1938           | Vraag           | |
| VV Backershagen              | Wassenaar              | december 1915            | Vraag           | |
| VV Beresteyn                 | Voorschoten            | juli 1933                | Vraag           | |
| SV Bernardus                 | Hazerswoude            | juni 1947                | —               | Heette tot 1970 RKSV St. Bernardus                                                                                     |
| CNV                          | Noordwijkerhout        | juli 1937                | 1948            | |
| Cronesteijn                  | Leiden                 | juli 1933                | februari 1938   | |
| DKL                          | Nieuw Vennep           | augustus 1931            | februari 1938   | Heette tot februari 1932 VV Burgerveen                                                                                 |
| DLV                          | Leiden                 | augustus 1911            | januari 1927    | |
| RKSV DoCoS                   | Leiden                 | januari 1941             | —               | |
| DOSL                         | Leiden                 | oktober 1907             | augustus 1911   | Heette tot januari 1909 DOS                                                                                            |
| DOSR                         | Roelofarendsveen       | september 1940           | —               | Was tot 1940 aangesloten bij de DHVB                                                                                   |
| SV DSO                       | Zoetermeer             | oktober 1929             | 1940            | Was vanaf 1940 aangesloten bij de Haagsche Voetbalbond                                                                 |
| DSV                          | Leiden                 | augustus 1919            | november 1919   | Opgegaan in ASC Leiden                                                                                                 |
| DVE                          | Leiderdorp             | december 1930            | juli 1933       | |
| DVS                          | Leiden                 | november 1920            | oktober 1940    | |
| DVV                          | Katwijk aan Zee        | augustus 1928            | Vraag           | |
| Fides Pacta (1)              | Leiden                 | augustus 1928            | mei 1935        | Was tot 1928 aangesloten bij de Leidsche Bond voor zaterdagmiddag-competitie, in 1935 gefuseerd tot ASC                |
| Fides Pacta (2)              | Leiden                 | september 1936           | februari 1941   | |
| VV Foreholte                 | Voorhout               | september 1940           | —               | Was tot 1940 aangesloten bij de DHVB                                                                                   |
| Geel Wit                     | Lisse                  | oktober 1917             | november 1919   | |
| Hazerswoudsche Boys          | Hazerswoude            | augustus 1931            | december 1936   | Heette tot augustus 1933 VV Hazerswoude                                                                                |
| Hazerswoudse Boys            | Hazerswoude            | mei 1943                 | —               | Heette tot september 1943 Zwart Wit                                                                                    |
| VV Hillegom                  | Hillegom               | oktober 1912             | oktober 1913    | |
| VV Kagia                     | Kaag                   | september 1930           | december 1936   | |
| VV Kagia                     | Lisserbroek            | augustus 1939            | —               | |
| VV Katwijk (1)               | Katwijk                | augustus 1932            | september 1941  | |
| VV Katwijk (1)               | Katwijk                | 1939                     | —               | Heette tot 1945 ASV |
| VV Koudekerk (1)             | Koudekerk aan den Rijn | mei 1933                 | februari 1938   | |
| VV Koudekerk (2)             | Koudekerk aan den Rijn | april 1938               | —               | |
| KRV                          | Katwijk                | september 1940           | —               | Was tot 1939 aangesloten bij de DHVB                                                                                   |
| VV Kweekschool voor Zeevaart | Leiden                 | oktober 1916             | juli 1933       | |
| LAVV                         | Leiden                 | november 1920            | december 1922   | |
| LDO                          | Zoetermeer             | 1929                     | maart 1933      | |
| LDTS                         | Leiden                 | juni 1933                | juni 1939       | In 1939 gefuseerd tot ZLC                                                                                              |
| LDWS                         | Leiden                 | 1929                     | 1990            | In 1990 gefuseerd tot UDWS                                                                                             |
| VV Leiden (1)                | Leiden                 | september 1909           | november 1915   | Heette tot november 1909 Hercules in november 1909 Leidsch Hercules                                                    |
| VV Leiden (2)                | Leiden                 | oktober 1916             | oktober 1917    | |
| VV Leiden (3)                | Leiden                 | september 1940           | —               | |
| Leidsch Concordia            | Leiden                 | oktober 1907             | oktober 1909    | |
| VV Leidsche Boys             | Leiden                 | januari 1923             | —               | |
| VV Leimuiden                 | Leimuiden              | september 1940           | 1942            | |
| LFC (1)                      | Leiden                 | 1904                     | augustus 1905   | |
| LFC (2)                      | Leiden                 | augustus 1911            | oktober 1911    | |
| LFC (3)                      | Leiden                 | mei 1912                 | —               | |
| VV Lisse                     | Lisse                  | december 1913            | april 1914      | Heette tot januari 1914 Concordia                                                                                      |
| SC Lisse                     | Lisse                  | september 1940           | 1981            | Was tot 1940 aangesloten bij de DHVB, heette tot 1968 LFC Lisse, fuseerde in 1981 tot FC Lisse                         |
| FC Lisse                     | Lisse                  | 1981                     | —               | |
| LMC                          | Lisse                  | november 1921            | maart 1933      | Heette tot september 1923 VV Lisserdijk                                                                                |
| LRC                          | Lisse                  | augustus 1931            | december 1940   | |
| VV Lugdunum (1)              | Leiden                 | juli 1912                | december 1918   | |
| LVV Lugdunum (2)             | Leiden                 | januari 1920             | —               | |
| LVO                          | Leiden                 |                          | juli 1933       | |
| LVV                          | Leiden                 | september 1909           | februari 1921   | |
| RKVV Meerburg                | Zoeterwoude            | september 1940           | —               | Was tot 1940 aangesloten bij de DHVB                                                                                   |
| MMO                          | Hoogmade               | september 1940 juni 1946 | mei 1942 —      | Was tot 1940 aangesloten bij de DHVB, na de oorlog heropgericht, heette tot juni 1946 VCH                              |
| Morschkwartier               | Leiden                 | juli 1936                | Vraag           | |
| MSV                          | Alphen aan den Rijn    | september 1936           | november 1942   | |
| SV Nicolaas Boys             | Nieuwveen              | september 1940           | —               | Was tot 1940 aangesloten bij de DHVB                                                                                   |
| VV Nieuw Vennep              | Nieuw Vennep           | mei 1933                 | 1936            | Was vanaf 1936 aangesloten bij de Haarlemsche Voetbalbond                                                              |
| Vv Noordwijk                 | Noordwijk              | april 1933               | —               | |
| VV Noordwijkerhout           | Noordwijkerhout        | november 1913            | december 1918   | |
| Northgo                      | Noordwijk              | juli 1933                | februari 1938   | |
| Norvicus (1)                 | Noordwijk              | oktober 1913             | oktober 1916    | |
| Norvicus (2)                 | Noordwijk              | september 1921           | juli 1933       | |
| OBB                          | Rijnsburg              | oktober 1936             | oktober 1938    | |
| OG                           | Noordwijkerhout        | januari 1915             | maart 1915      | |
| Olympia                      | Alphen aan den Rijn    | 1908                     | mei 1909        | Heette vanaf januari 1909 AVVO, in 1909 gefuseerd tot Alphen                                                           |
| ONI                          | Leiden                 | augustus 1912            | november 1915   | |
| Oost                         | Leiden                 | augustus 1936            | februari 1938   | |
| Oosterkwartier               | Leiden                 | juli 1934                | augustus 1936   | |
| Pegasus                      | Oegstgeest             | augustus 1931            | 1932            | Heette tot november 1931 Achilles, tussen november en december 1931 Augustus, opgegaan in SCO                          |
| PVV                          | Leiden                 | mei 1939                 | maart 1942      | |
| K.v.v. Quick Boys            | Katwijk aan Zee        | augustus 1921            | —               | |
| Randstad Sport               | Voorschoten            | juli 1932                | —               | Heette tot 1969 VV Rouwkoop                                                                                            |
| RCL                          | Leiden                 | januari 1924             | mei 1935        | Heette tot september 1928 Raceël, in 1935 gefuseerd tot ASC                                                            |
| RCL                          | Leiderdorp             | augustus 1931            | —               | Heette tot ok 1931 ODI, tussen oktober 1931 en augustus 1938 Ons Clubje                                                |
| Rijnsburgse Boys             | Rijnsburg              | januari 1931             | —               | |
| LV Roodenburg                | Leiden                 | 1929                     | —               | Heette tot januari 1931 VOG                                                                                            |
| VV Sassenheim                | Sassenheim             | augustus 1928            | juli 1933       | Was tot 1928 aangesloten bij de Leidsche Bond voor zaterdagmiddag-competitie, heette tot maa 1929 ADO                  |
| SCO                          | Oegstgeest             | december 1929            | november 1939   | |
| VV SJC                       | Noordwijk              | september 1940           | november 1942 — | Was tot 1940 aangesloten bij de DHVB, werd tijdens de oorlog opgeheven op last van de Duitsers                         |
| VV Sleutels                  | Leiden                 | september 1932           | maart 1941      | |
| SLF                          | Leiden                 | augustus 1928            | 1940            | Was tot 1928 aangesloten bij de Leidsche Bond voor zaterdagmiddag-competitie                                           |
| SNHD                         | Oude Wetering          | augustus 1921            | juli 1933       | |
| SOD                          | Voorschoten            | januari 1923             | januari 1924    | |
| Sparta                       | Leiden                 | september 1907           | maart 1908      | |
| AV De Sportman               | Leiden                 | 1904                     | oktober 1918    | Was tot 1904 aangesloten bij de Haagsche Voetbalbond, in 1918 gefuseerd tot ASC                                        |
| Sportman (1)                 | Leiden                 | november 1920            | oktober 1922    | |
| Sportman (2)                 | Leiden                 | oktober 1931             | 1940            | |
| SVLV                         | Voorschoten            | september 1940           | —               | Was tot 1940 aangesloten bij de DHVB, heette tot december 1940 VVL, in december 1940 VVL '25, tussen 1941 en 1950 VVLV |
| Swift Boys                   | Leiden                 | oktober 1921             | december 1922   | |
| Ter Leede                    | Sassenheim             | augustus 1930            | —               | |
| VV Teylingen                 | Sassenheim             | oktober 1916             | december 1920   | |
| RKVV Teylingen               | Sassenheim             | september 1940           | —               | Was tot 1940 aangesloten bij de DHVB                                                                                   |
| VV UDO                       | Oegstgeest             | september 1940           | —               | Was tot 1940 aangesloten bij de DHVB                                                                                   |
| UDWS                         | Leiden                 | 1990                     | —               | |
| Unie                         | Leiden                 | 1904                     | juli 1907       | |
| UVO                          | Leiden                 | augustus 1939            | 1943            | |
| UVS                          | Leiden                 | september 1915           | —               | Heette tot okt 1915 Achilles                                                                                           |
| Victoria                     | Nieuw Vennep           | 1928                     | 1931            | Was vermoedelijk ook met enkele teams aangesloten bij de Haarlemsche Voetbalbond                                       |
| Het Vierde                   | Leiden                 | augustus 1921            | december 1922   | |
| VIOS                         | Leiden                 | augustus 1907            | februari 1908   | |
| VTL                          | Leiden                 | september 1930           | 1992            | Heette tot 1931 VTONA, tussen 1931 en 1945 TONA, in 1992 gefuseerd tot VCL                                             |
| VVSB                         | Noordwijkerhout        | september 1940           | —               | Was tot 1940 aangesloten bij de DHVB                                                                                   |
| VV Wassenaar                 | Wassenaar              | oktober 1916             | december 1918   | |
| Weteringsche Boys            | Oude Wetering          | augustus 1934            | maart 1942      | |
| VV Woubrugge                 | Woubrugge              | september 1932           | november 1939   | |
| ZLC                          | Leiden                 | juni 1939                | 1990            | In 1990 gefuseerd tot FC Rijnland                                                                                      |
| VV Zuiderkwartier            | Leiden                 | augustus 1932            | juni 1939       | |
| VV Zuidwijck                 | Leiden                 | september 1932           | 1934            | |